# Hemigrotella argenteostriata
Hemigrotella argenteostriata là một loài bướm đêm trong họ Noctuidae.